# Con Spirito
Con Spirito (tidigare Mjölby kammarkör) är en blandad kör i Mjölby som bildades 1986 av kyrkomusiker Ronney Magnusson.  

## Historik
Kören grundades 1986 av kyrkomusiker Ronney Magnusson under namnet Mjölby kammarkör. Samma år framförde man en julkonsert på annandag jul i Mjölby kyrka som har kommit att bli en tradition för kören. 1989 blev Ingela Wentzell dirigent för kören. Kören bytte namn 1991 till Con Spirito. 1993 blev kyrkomusiker Margaretha Lundgren dirigent för kören. 1995 gjorde man en Tv-inspelning i Norrköping. 1997 blev kyrkomusiker Mats Åhlund dirigent för kören. Under Åhlunds tid tillkom bland annat traditioner som vårsånger på Mjölby hembygdsgård och valborgsmässoafton på Väderkvarnsbacken, Skänninge. 2001 spelade kören in en skiva med låtar av Skånska Lasse.

## Konserter
- 1988 - Konsert tillsammans Berndt Egerbladh och Mjölby storband.
- 1990 - Vårkonsert tillsammans med Mjölby stadsmusikkår och Kören Stämbandet.[1]
- 1990 - Konsert "Tillsammans" med Skeninge manskör.[1]
- 1993 - Abonnemangskonsert tillsammans med Mjölby Musiksällskap.[1]
- 1993 - Konsert "Kabaré" med Birgitta Wigforss.[1]
- 1994 - Nicaraguanska bondemässan.[1]
- 1994 - Konsert i Bälinge kyrka.[1]
- 1994 - Abonnemangskonsert tillsammans med Mjölby Musiksällskap.[1]
- 1995 - Abonnemangskonsert tillsammans med Mjölby Musiksällskap.[1]
- 1996 - Konsert "10-årsjubileum" tillsammans med Mjölby Musiksällskap och Ingela Wenzell, solist.[1]
- 2000 - Konsert i Vor Frelsers Kirke, Köpenhamn.[1]
- 2002 - Sund av musik av Birgitta Wigfors.[1]
- 2004 - Abonnemangskonsert på Broarnas dag.[1]
- 2005 - Konsert "Skånska Lasse igen!" i Boxholm.[1]
- 2005 - Julkonsert i Tjällmo kyrka.[1]
- 2006 - My fair lady av Birgitta Wigfors. Fyra föreställningar.[1]
- 2008 - Musikalen "Con Spirito goes Broadway" efter en ide av Elin Ross.[1]

## Diskografi
- 2001 - Skånska-Lasse-låtar.[1]